# سوپراکسید سزیم
سزیم سوپراکسید (به انگلیسی: Caesium superoxide) ماده‌ای جامد و نارنجی‌رنگ است.

## آماده سازی
از واکنش سوزاندن سزیم در مقدار اضافی گاز اکسیژن، سزیم سوپراکسید به دست می‌آید.
{\displaystyle {\ce {Cs(s) + O2(g) -> CsO2(s)}}}

## خواص شیمیایی
ساختار کریستالی سزیم سوپراکسید همانند کلسیم کاربید بوده که حاوی پیوند مستقیم اکسیژن-اکسیژن است.
این ماده طبق معادله شیمیایی زیر با آب واکنش داده و هیدروژن پراکسید و سزیم هیدروکسید تشکیل می‌دهد.
{\displaystyle {\ce {2CsO2(s) + 2H2O(l) -> H2O2(aq) + 2CsOH(aq) + O2(g)}}}
حرارت‌دادن این ماده تا تقریبا ۴۰۰ درجه سلسیوس باعث تجزیهشدن به سزیم پراکسید می‌شود.
سزیم سوپراکسید طبق واکنش زیر با اوزون داده و با آزاد سازی گاز اکسیژن، تولید سزیم اوزونید می‌شود.
{\displaystyle {\ce {CsO2(s) + O3(g) -> CsO3(s) + O2(g)}}}

## آنتالپی تشکیل
آنتالپی استاندارد تشکیل ({\displaystyle \Delta H_{f}^{0}}) سزیم سوپراکسید برابر با 295kJ/mol- می‌باشد.